# Ivans Lukjanovs
Ivans Lukjanovs (in russo Иван Лукьянов?, Ivan Luk'janov; Daugavpils, 24 gennaio 1987) è un ex calciatore lettone, di ruolo attaccante.

## Carriera

### Club
Cresciuto nelle giovanili dello Skonto, nel 2005 fu mandato in 1. Līga, con la formazione riserve; vinse il campionato, per altro senza ottenere la promozione, dato che essa era preclusa alle formazioni riserve. Fu inviato, quindi, in prestito annuale all'Olimps Rīga, sempre in 1. Līga: stavolta vinse sia il campionato, ottenendo la promozione, sia il titolo di capocannoniere.
Tornato, quindi alla base, disputò la parte finale della stagione 2006 e quella iniziale della successiva con lo Skonto, senza trovare grande spazio in squadra: concluse quindi la stagione di prestito all'Olimps Rīga, con la squadra che finì ultima. Nel 2008 andò all'estero in prestito in Lituania, giocando la prima metà stagione allo Šiauliai e la seconda al Sūduva, entrambi club di A lyga. Con quest'ultima debuttò nelle coppe europee: il 17 luglio 2008, infatti, giocò contro i The New Saints l'andata del primo turno di qualificazione alla Coppa UEFA 2008-2009; per altro nella gara di ritorno segnò la rete del definitivo 1-0.
Tornato allo Skonto ad inizio 2009, cominciò la stagione segnando 14 reti in 15 gare: attirò così l'attenzione dei polacchi del Lechia Danzica, club in cui si trasferì nel luglio 2009, giocando così per tre anni in Ekstraklasa. Passato nell'estate del 2012 in Ucraina col Metalurh Zaporižžja, vi trovò poco spazio, giocando appena quattro gare in campionato; nel gennaio del 2013 si trasferì così in Russia al Volgar' Astrachan', club di seconda serie che finì ultima retrocedendo.
Giocò quindi la stagione 2013-2014 con il Rotor, sempre in seconda serie, per poi tornare al Volgar' Astrachan', nel frattempo risalito in seconda serie, disputandovi altre due stagioni. In particolare nella stagione 2015-2016 la squadra arrivò quarta, potendo così disputare i play-off per la Prem'er-Liga contro l'Anži: Lukjanovs giocò entrambe le gare, concluse con la sconfitta del Volgar.
Passò quindi nel biennio |2016-2018| al Fakel Voronež, ancora una volta nella seconda serie russa. Tornato in patria nel luglio del 2018, firmò per il Riga FC, con cui in due anni vinse due campionati lettoni e una coppa nazionale. A metà della stagione 2020 si trasferì all'RFS Riga con cui chiuse la carriera.

### Nazionale
Nel biennio 2006-2008 ha disputato 10 gare con l'Under-21 lettone, segando due reti. Ha esordito il 16 agosto 2006 contro i pari età polacchi nella gara valevole per le Qualificazioni al campionato europeo di calcio Under-21 2007, in cui entrò nel quarto d'ora finale al posto di Jurijs Zigajevs. L'11 settembre 2007 segnò la sua prima rete con la maglia dell'Under-21, nella partita contro San Marino valida per le Qualificazioni al campionato europeo di calcio Under-21 2009.
Il 22 gennaio 2010 esordì con la nazionale maggiore, entrando nel corso dell'amichevole contro la Corea del Sud al posto di Andrejs Perepļotkins. Fu per la prima volta titolare il 26 marzo 2011, nella gara contro Israele valida per Qualificazioni al campionato europeo di calcio 2008. Dopo aver disputato 15 gare in nazionale nel periodo 2010-2013, rimase a lungo fuori dal giro, salvo essere richiamato per la gara contro le Fær Øer valido per le Qualificazioni al campionato mondiale di calcio 2018.
Tra il 2010 e il 2018 giocò 20 partite in nazionale senza alcun gol all'attivo. Con la nazionale conquistò la Coppa del Baltico 2012, giocando entrambe le partite del torneo da titolare.

## Statistiche

### Cronologia presenze e reti in nazionale
| Cronologia completa delle presenze e delle reti in nazionale ― Lettonia | Cronologia completa delle presenze e delle reti in nazionale ― Lettonia | Cronologia completa delle presenze e delle reti in nazionale ― Lettonia | Cronologia completa delle presenze e delle reti in nazionale ― Lettonia | Cronologia completa delle presenze e delle reti in nazionale ― Lettonia | Cronologia completa delle presenze e delle reti in nazionale ― Lettonia | Cronologia completa delle presenze e delle reti in nazionale ― Lettonia | Cronologia completa delle presenze e delle reti in nazionale ― Lettonia |
| Data                                                                    | Città                                                                   | In casa                                                                 | Risultato                                                               | Ospiti                                                                  | Competizione                                                            | Reti                                                                    | Note                                                                    |
| ----------------------------------------------------------------------- | ----------------------------------------------------------------------- | ----------------------------------------------------------------------- | ----------------------------------------------------------------------- | ----------------------------------------------------------------------- | ----------------------------------------------------------------------- | ----------------------------------------------------------------------- | ----------------------------------------------------------------------- |
| 22-1-2010                                                               | Malaga                                                                  | Corea del Sud                                                           | 1 – 0                                                                   | Lettonia                                                                | Amichevole                                                              | -                                                                       | 64’                                                                     |
| 26-3-2011                                                               | Tel Aviv                                                                | Israele                                                                 | 2 – 1                                                                   | Lettonia                                                                | Qual. Euro 2012                                                         | -                                                                       |                                                                         |
| 10-8-2011                                                               | Riga                                                                    | Lettonia                                                                | 0 – 2                                                                   | Finlandia                                                               | Amichevole                                                              | -                                                                       | 64’                                                                     |
| 2-9-2011                                                                | Tbilisi                                                                 | Georgia                                                                 | 0 – 1                                                                   | Lettonia                                                                | Qual. Euro 2012                                                         | -                                                                       |                                                                         |
| 6-9-2011                                                                | Riga                                                                    | Lettonia                                                                | 1 – 1                                                                   | Grecia                                                                  | Qual. Euro 2012                                                         | -                                                                       |                                                                         |
| 7-10-2011                                                               | Riga                                                                    | Lettonia                                                                | 2 – 0                                                                   | Malta                                                                   | Qual. Euro 2012                                                         | -                                                                       | 90'+2’                                                                  |
| 29-2-2012                                                               | Adalia                                                                  | Montenegro                                                              | 2 – 0                                                                   | Lettonia                                                                | Amichevole                                                              | -                                                                       | 78’                                                                     |
| 22-5-2012                                                               | Klagenfurt am Wörthersee                                                | Lettonia                                                                | 0 – 1                                                                   | Polonia                                                                 | Amichevole                                                              | -                                                                       | 73’                                                                     |
| 1-6-2012                                                                | Võru                                                                    | Lettonia                                                                | 5 – 0                                                                   | Lituania                                                                | Coppa del Baltico 2012                                                  | -                                                                       | 72’                                                                     |
| 3-6-2012                                                                | Võru                                                                    | Finlandia                                                               | 1 – 1 dts (5 – 3 dtr)                                                   | Lettonia                                                                | Coppa del Baltico 2012                                                  | -                                                                       | 72’                                                                     |
| 15-8-2012                                                               | Podgorica                                                               | Montenegro                                                              | 2 – 0                                                                   | Lettonia                                                                | Amichevole                                                              | -                                                                       | 75’                                                                     |
| 7-9-2012                                                                | Riga                                                                    | Lettonia                                                                | 1 – 2                                                                   | Grecia                                                                  | Qual. Mondiali 2014                                                     | -                                                                       | 81’                                                                     |
| 11-9-2012                                                               | Zenica                                                                  | Bosnia ed Erzegovina                                                    | 4 – 1                                                                   | Lettonia                                                                | Qual. Mondiali 2014                                                     | -                                                                       | 80’                                                                     |
| 12-10-2012                                                              | Bratislava                                                              | Slovacchia                                                              | 2 – 1                                                                   | Lettonia                                                                | Qual. Mondiali 2014                                                     | -                                                                       | 53’                                                                     |
| 11-10-2013                                                              | Vilnius                                                                 | Lituania                                                                | 2 – 0                                                                   | Lettonia                                                                | Qual. Mondiali 2014                                                     | -                                                                       | 66’                                                                     |
| 7-10-2016                                                               | Riga                                                                    | Lettonia                                                                | 0 – 2                                                                   | Fær Øer                                                                 | Qual. Mondiali 2018                                                     | -                                                                       | 77’                                                                     |
| 28-3-2017                                                               | Tbilisi                                                                 | Georgia                                                                 | 5 – 0                                                                   | Lettonia                                                                | Amichevole                                                              | -                                                                       | 65’                                                                     |
| 6-9-2018                                                                | Riga                                                                    | Lettonia                                                                | 0 – 0                                                                   | Andorra                                                                 | UEFA Nations League 2018-2019                                           | -                                                                       |                                                                         |
| 9-9-2018                                                                | Tbilisi                                                                 | Georgia                                                                 | 1 – 0                                                                   | Lettonia                                                                | UEFA Nations League 2018-2019                                           | -                                                                       | 81’                                                                     |
| 13-10-2018                                                              | Riga                                                                    | Lettonia                                                                | 1 – 1                                                                   | Kazakistan                                                              | UEFA Nations League 2018-2019                                           | -                                                                       |                                                                         |
| Totale                                                                  |                                                                         | Presenze                                                                | 20                                                                      |                                                                         | Reti                                                                    | 0                                                                       |                                                                         |

## Palmarès

### Club
- Campionato lettone: 3

Riga FC: 2018, 2019
- Coppa di Lettonia: 1

Riga FC: 2018
- 1. Līga: 22

Skonto-2: 2005
Olimps Riga: 2006

### Nazionale
- Coppa del Baltico: 1

2012

### Individuale
- Capocannoniere della 1. Līga: 1

2006 (23 gol)